# Sonda Faucher
La sonda di Faucher è una sonda di gomma, utilizzata in medicina per il lavaggio gastrico. Questa sonda risulta molto diffusa in Francia ed in Spagna ed è simile ad una sonda Levin, ma di calibro maggiore.

## Etimologia

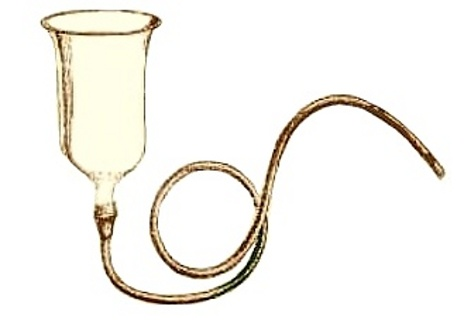
Sonda Faucher in uso nel 1900 con imbuto per lavaggio gastrico

La sonda deve il suo nome all'inventore, Henry Faucher (1848-?) il quale nel 1879, basandosi sugli studi di un medico spagnolo, José Armangué, presentò per la prima volta ai colleghi della Accademia di Medicina di Parigi la sua comunicazione orale sull'uso del nuovo tubo e della tecnica di lavaggio gastrico. La sua sonda era in gomma, con entrambe le estremità aperte. All'estremità prossimale vi era la presenza di un imbuto in metallo o vetro attraverso il quale era possibile eseguire lavaggi ed aspirazioni gastriche.

Faucher ebbe successivamente modo di scrivere alcuni articoli scientifici sulla sua nuova sonda e di farne oggetto di una tesi di dottorato.
Faucher nel suo lavoro raccomandava l'utilizzo della sonda nei pazienti affetti da dispepsia, ulcera e dilatazione gastrica e perfino in alcuni casi di isteria.

## Struttura del dispositivo
Il tubo Faucher è un tubo in gomma o PVC trasparente dotato di grande diametro. Viene inserito attraverso la bocca del paziente fino a venire posizionato nello stomaco. Il tubo ha una lunghezza di circa 170 cm, presenta una estremità distale aperta e leggermente svasata e 4 aperture laterali. La sonda presenta dei segni di marcatura ogni 5 cm da 15 a 75 cm. La sonda è disponibile in varie dimensioni: da 27 a 36 Fr. Come si vede l'unità di misura del catetere è espressa tramite la scala di Charriere o French: 1ch equivale ad 1fr che a sua volta equivale a 1/3 di mm (0,33 mm di diametro).

## Utilizzi della sonda
La sonda trova indicazione all'uso in emergenza per eseguire aspirazione e lavaggio gastrico. Ne viene raccomandato l'uso, per esempio, nel trattamento delle intossicazioni acute da farmaci e nella rimozione di corpi estranei di piccole dimensioni, specie se in grado di tagliare o lacerare la mucosa gastro-intestinale. L'utilizzo di sonde gastriche diverse e di minore calibro rende più difficoltosa la rimozione di frammenti di compresse, soprattutto di compresse ancora intere.

## Esecuzione dell'esame
L'esame va eseguito con il paziente in decubito laterale sinistro e gambe piegate in posizione di Trendelenburg. In questo modo il contenuto dello stomaco tende a ristagnare verso la curvatura gastrica ed il piloro si trova in una zona più elevata, il che rende più difficile il passaggio del tossico in duodeno. A questo punto si può procedere a lubrificare la sonda Faucher con un lubrificante solubile in acqua, meglio se miscelato con un anestetico locale, ed iniziare ad introdurre il tubo scegliendolo con il diametro interno più ampio possibile, allo scopo di estrarre eventuali residui solidi.